# Skiren-Kvicken
Skiren-Kvicken är ett naturreservat i Eskilstuna kommun i Södermanlands län. Området ligger cirka 6 kilometer väster om centrala Eskilstuna. Namnet kommer av sjön Skiren och den mindre sjön Kvicken. Området ingår i Natura 2000. I norr och väster gränsar Skiren-Kvicken mot naturreservatet Tolamossen.

## Naturreservatet
Naturreservatet ligger väster om Eskilstuna tätort. Infart sker söderifrån från Borsökna eller norrifrån från Ekeby. Här finns två vandringsslingor omfattande cirka 1,5 respektive 3 kilometer. Längs vandringsleden finns fem skyltar med information om skogen och marken, bland annat om urskog och sjöarnas utveckling.
Det finns en iordningställd grillplats på södra sidan av sjön Skiren. Det finns även sittplatser på andra ställen utmed vandringsleden. Parkering för bilar och bussar finns, samt en parkering speciellt för rörelsehindrade. Mellan parkeringen för rörelsehindrade och grillplatsen vid Skiren är det cirka 400 meter, denna sträcka av vandringsleden är extra breddad och utmed denna finns sittplatser.
Skiren-Kvicken innehåller blandad skog av olika ålder. Marken är på många ställen täckt med mossor. I området har tidigare bedrivits skogsarbete, men naturreservatet är nu i vad länsstyrelsen beskriver som "en mycket intressant igenväxningsfas".

### Sjöarna
Områdets namn kommer av de två sjöarna som ligger här. Sjön Skiren är den västra av de båda. Det är en näringsrik sjö med stor artrikedom. Den östra skön Kvicken är mindre och omgiven av barrträd som gör vattnet brunt och näringsfattigt.

## Syfte
Syftet med Skiren-Kvicken är att skogen ska vara skyddad för att kunna utvecklas fritt. Området är speciellt intressant eftersom det innehåller rik jordmån.
Området anses ha ett högt naturvärde på grund av att det inte finns många motsvarande områden i Eskilstuna kommun.

## Bilder

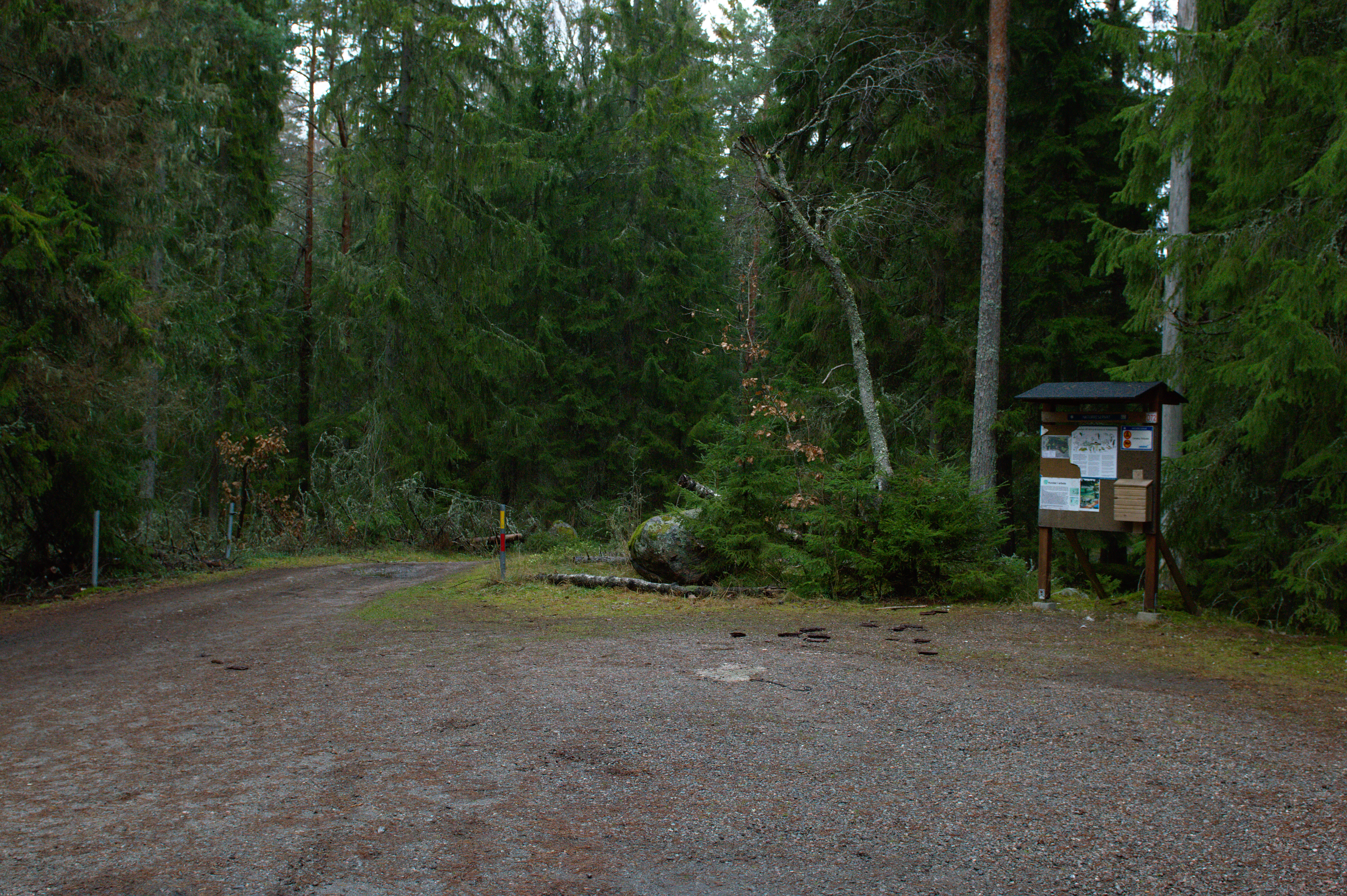
Parkering med informationsskylt
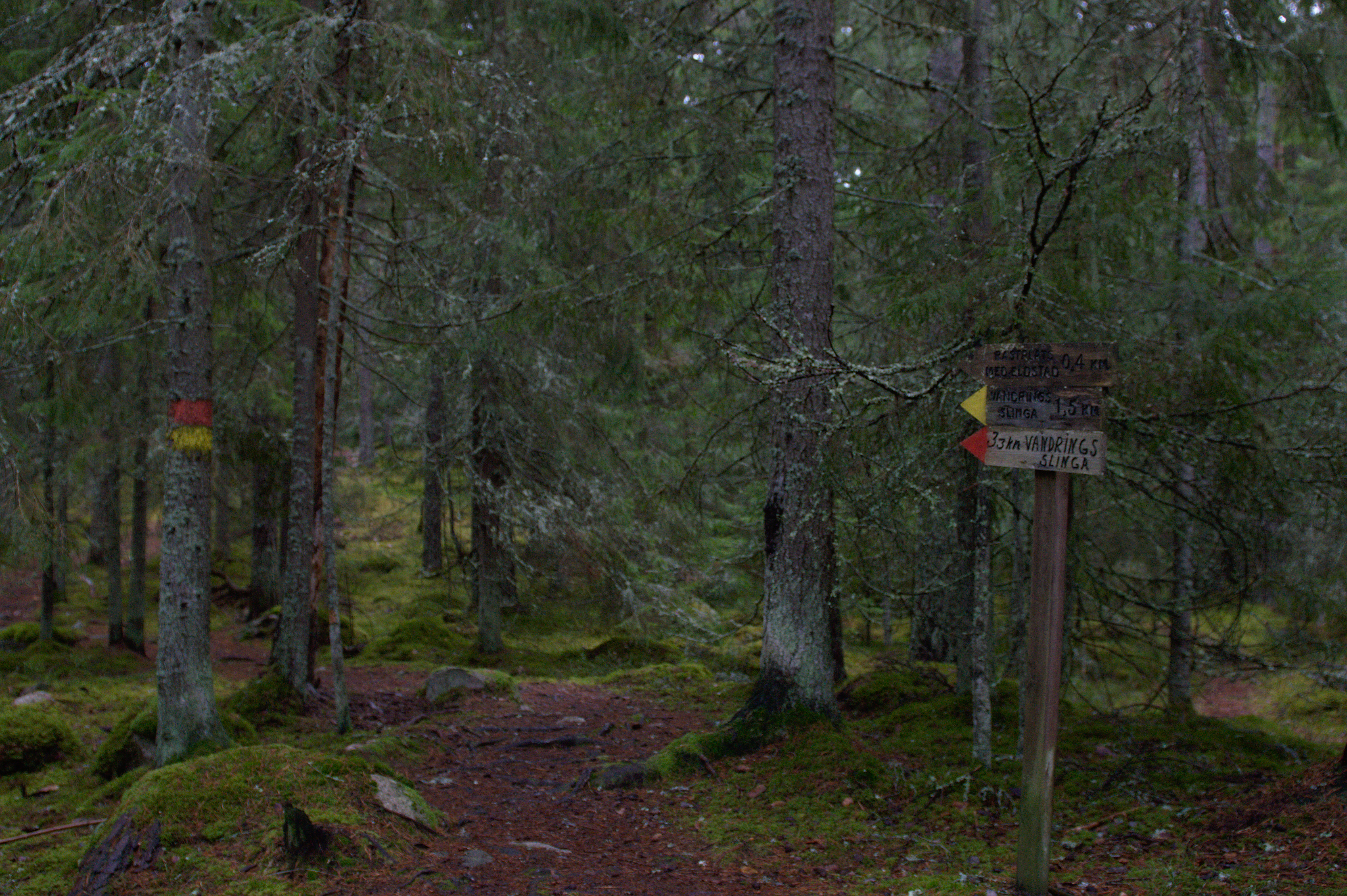
Start av vandringsleden
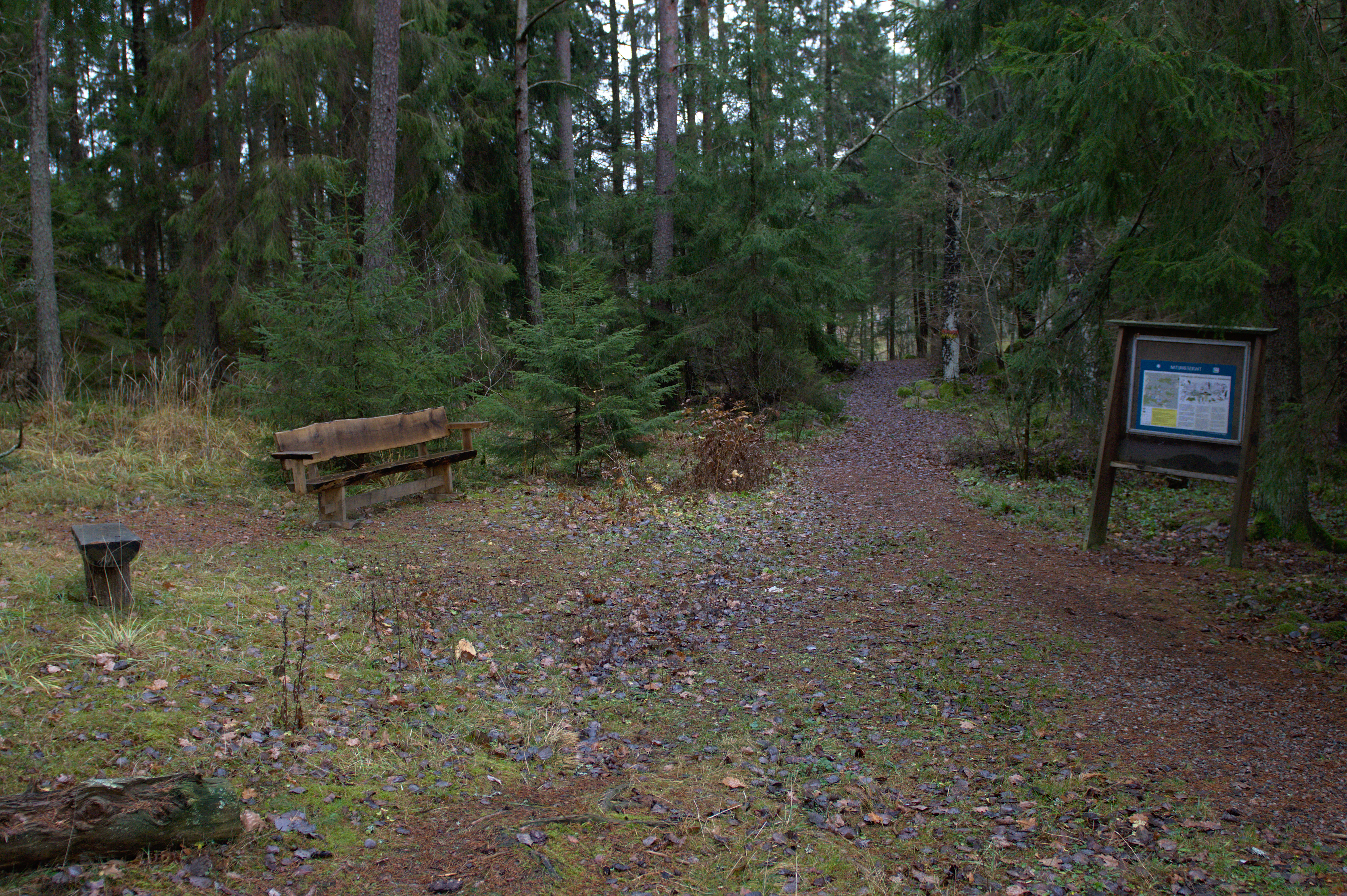
Vandringsledens start vid parkeringen för rörelsehindrade
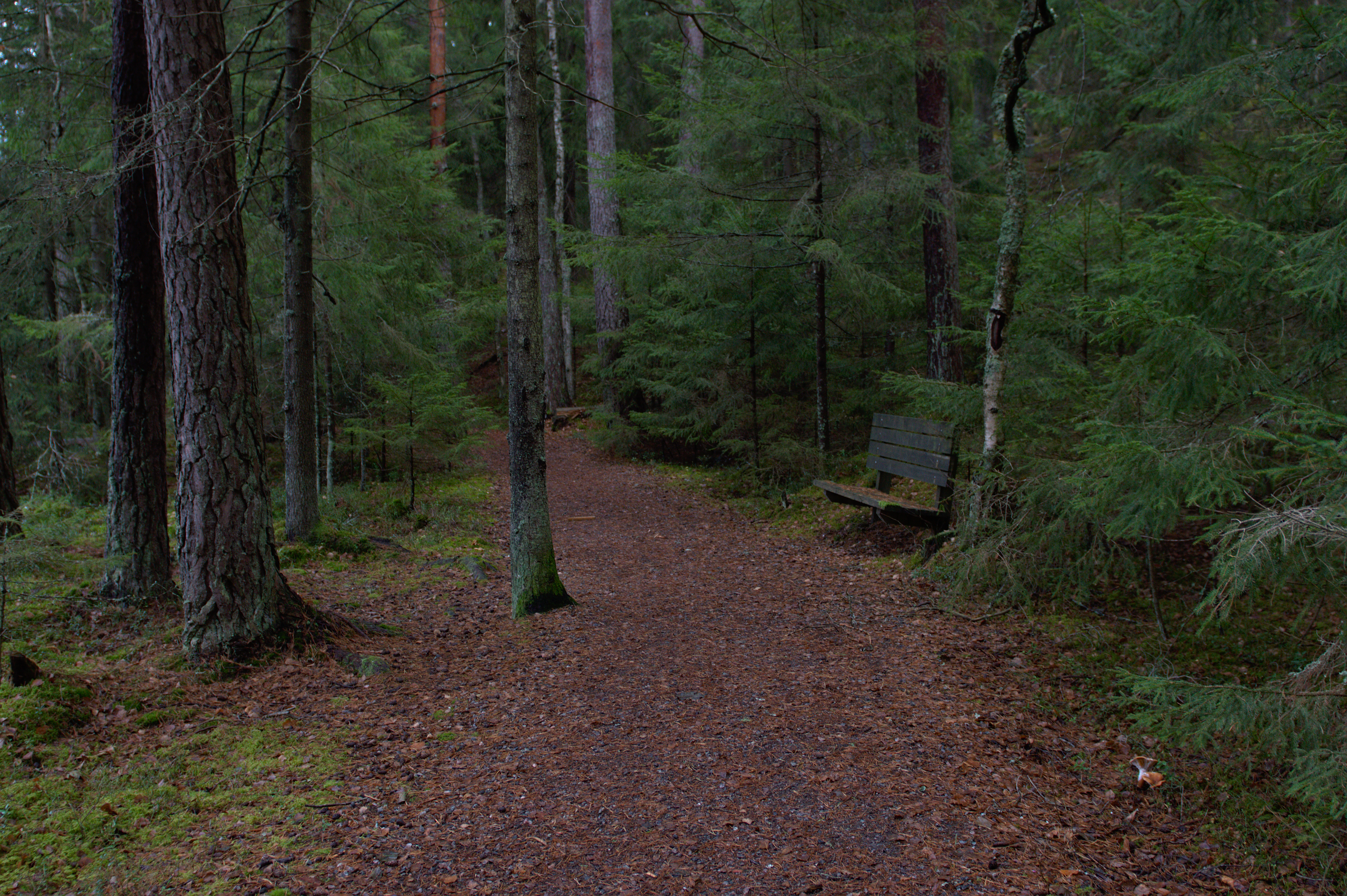
Extra bred vandringsled med sittplats
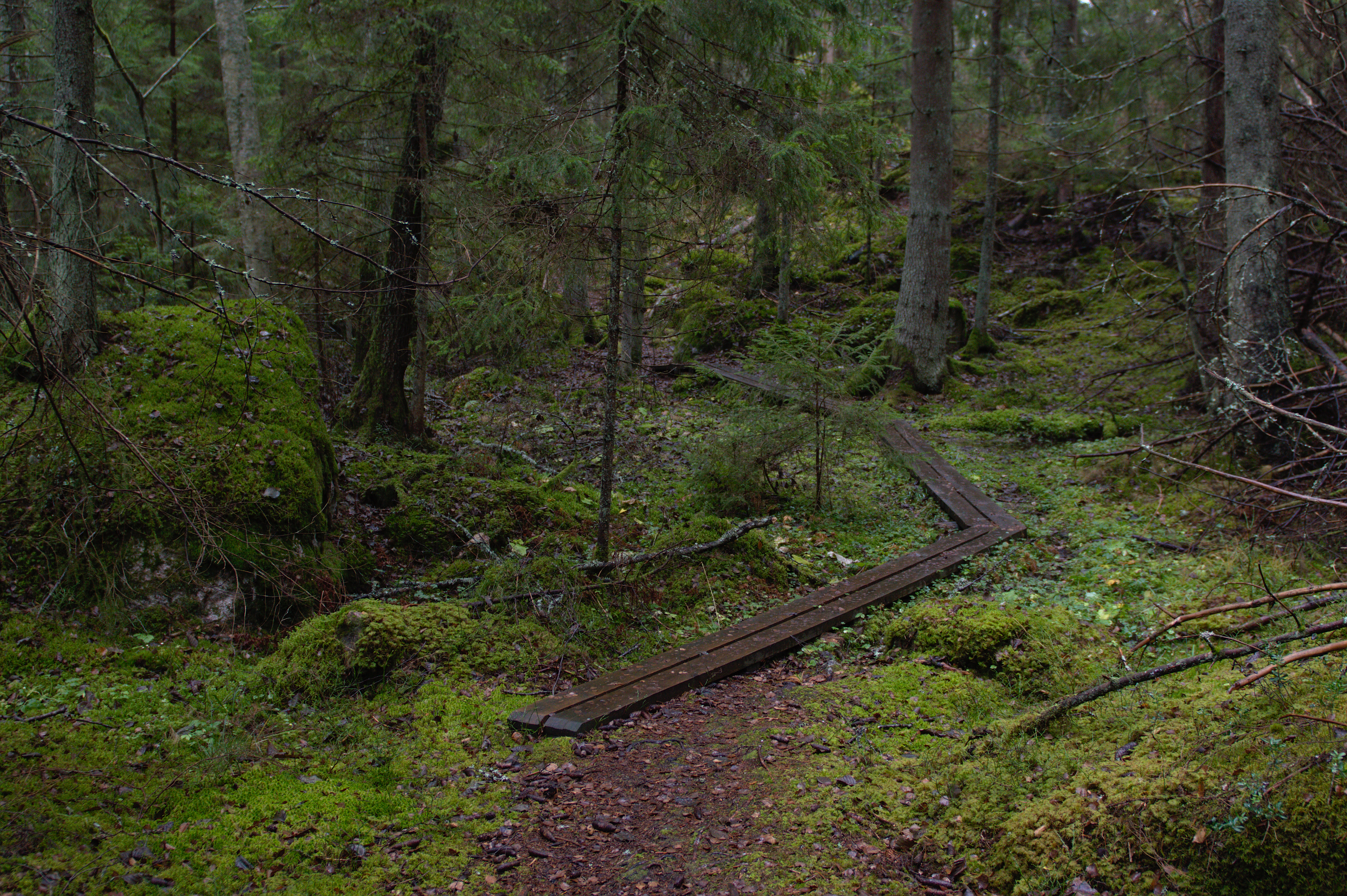
Vandringsled genom sumpigt området
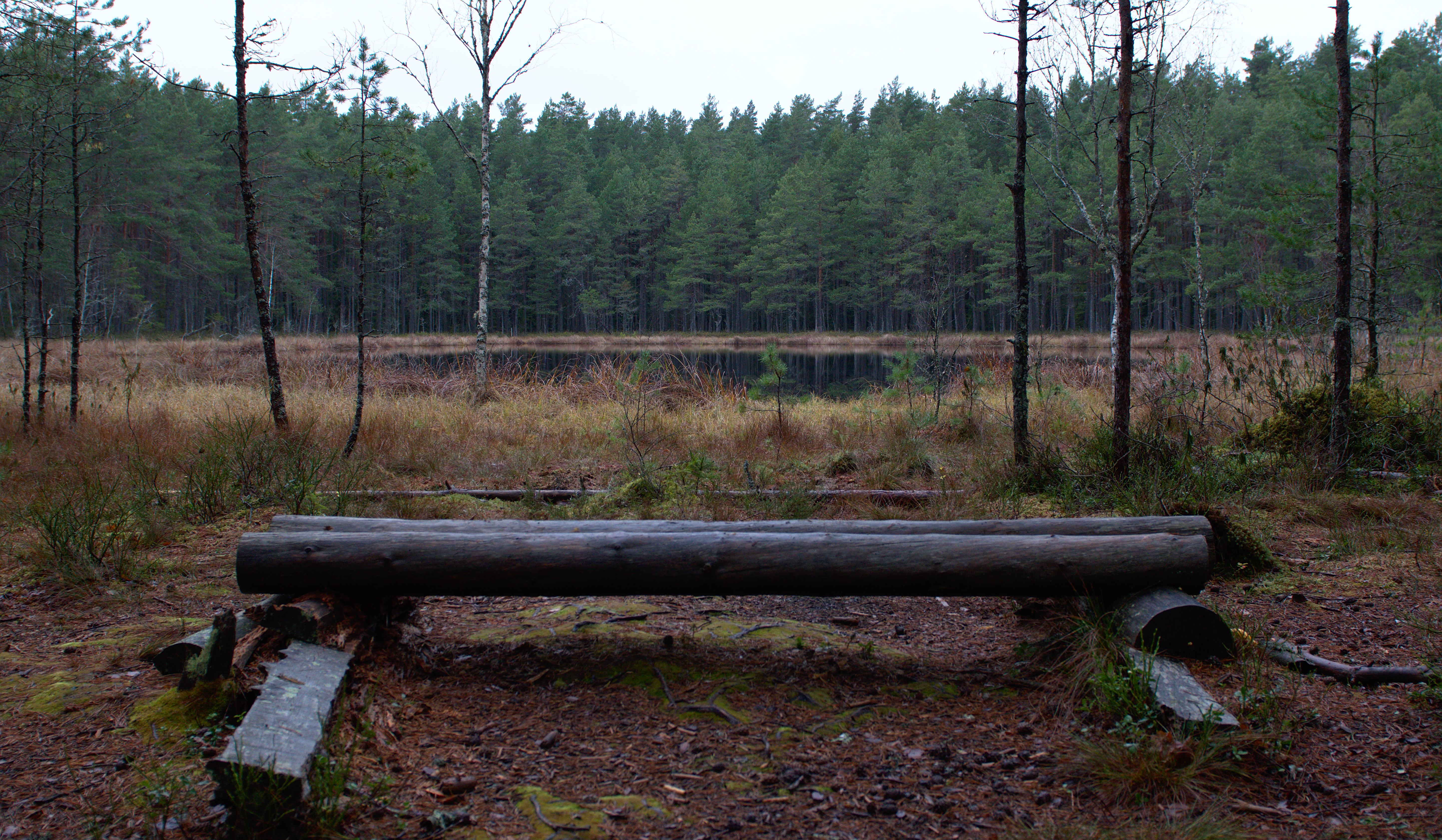
Sittplats vid Kvicken
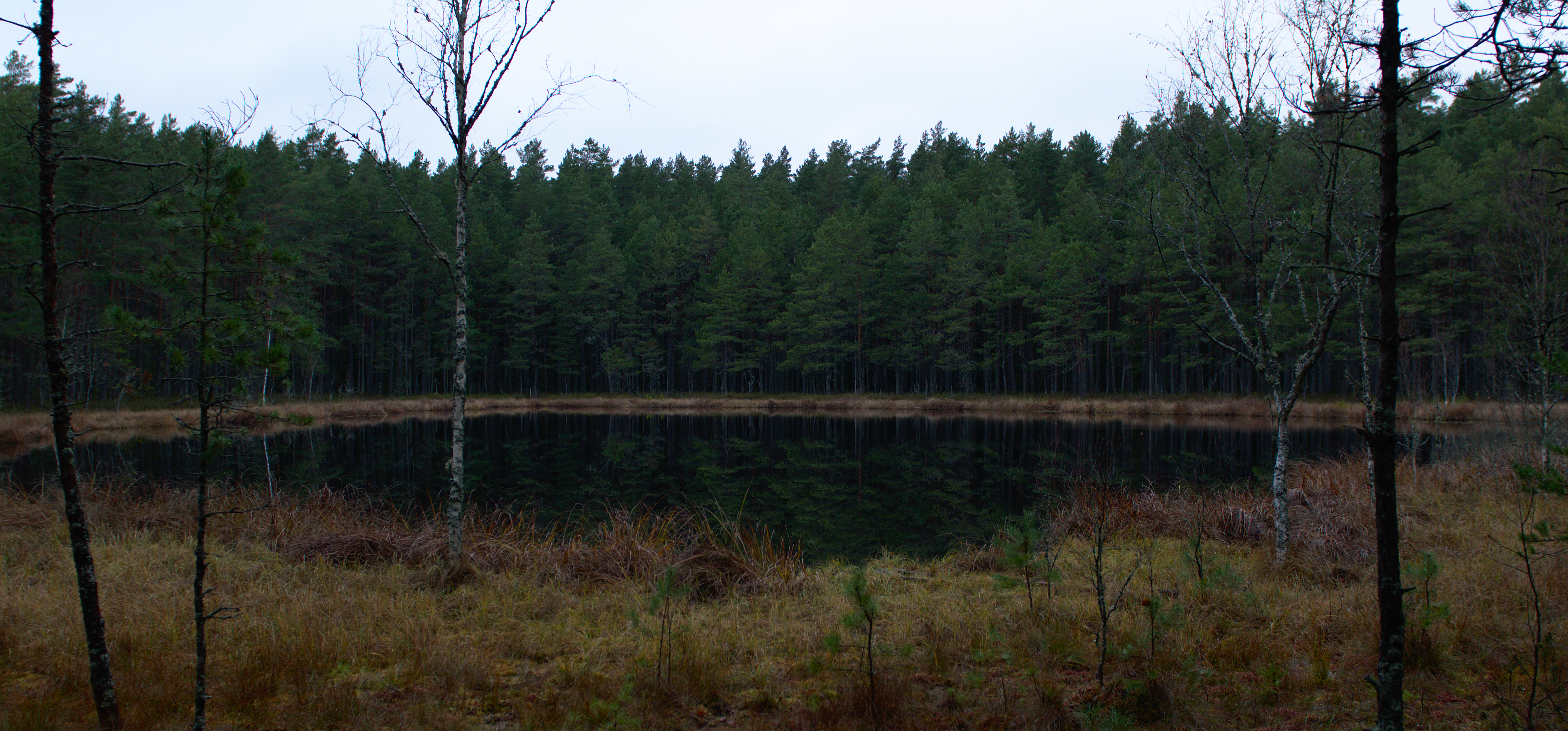
Sjön Kvicken
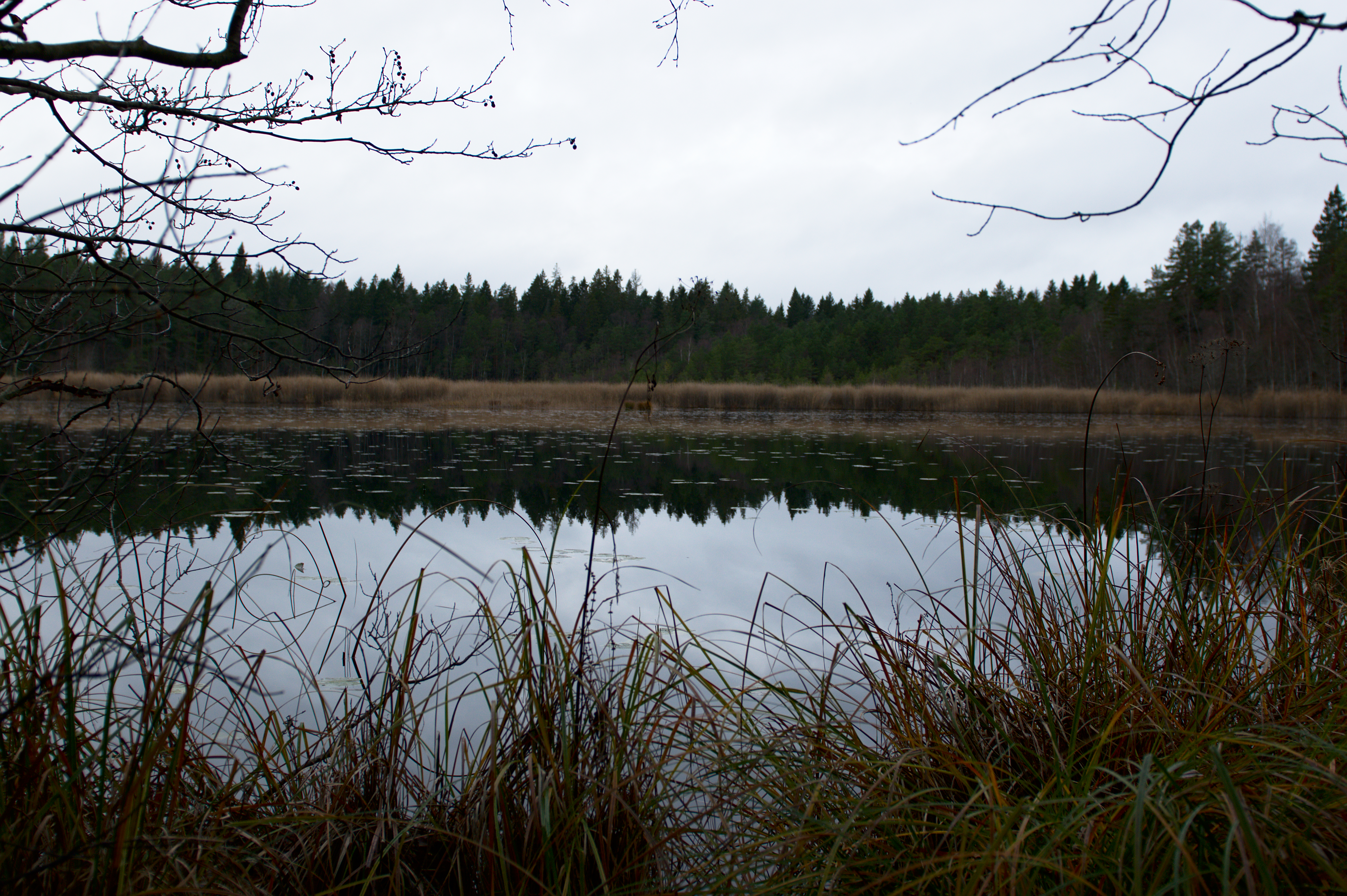
Sjön Skiren från öster
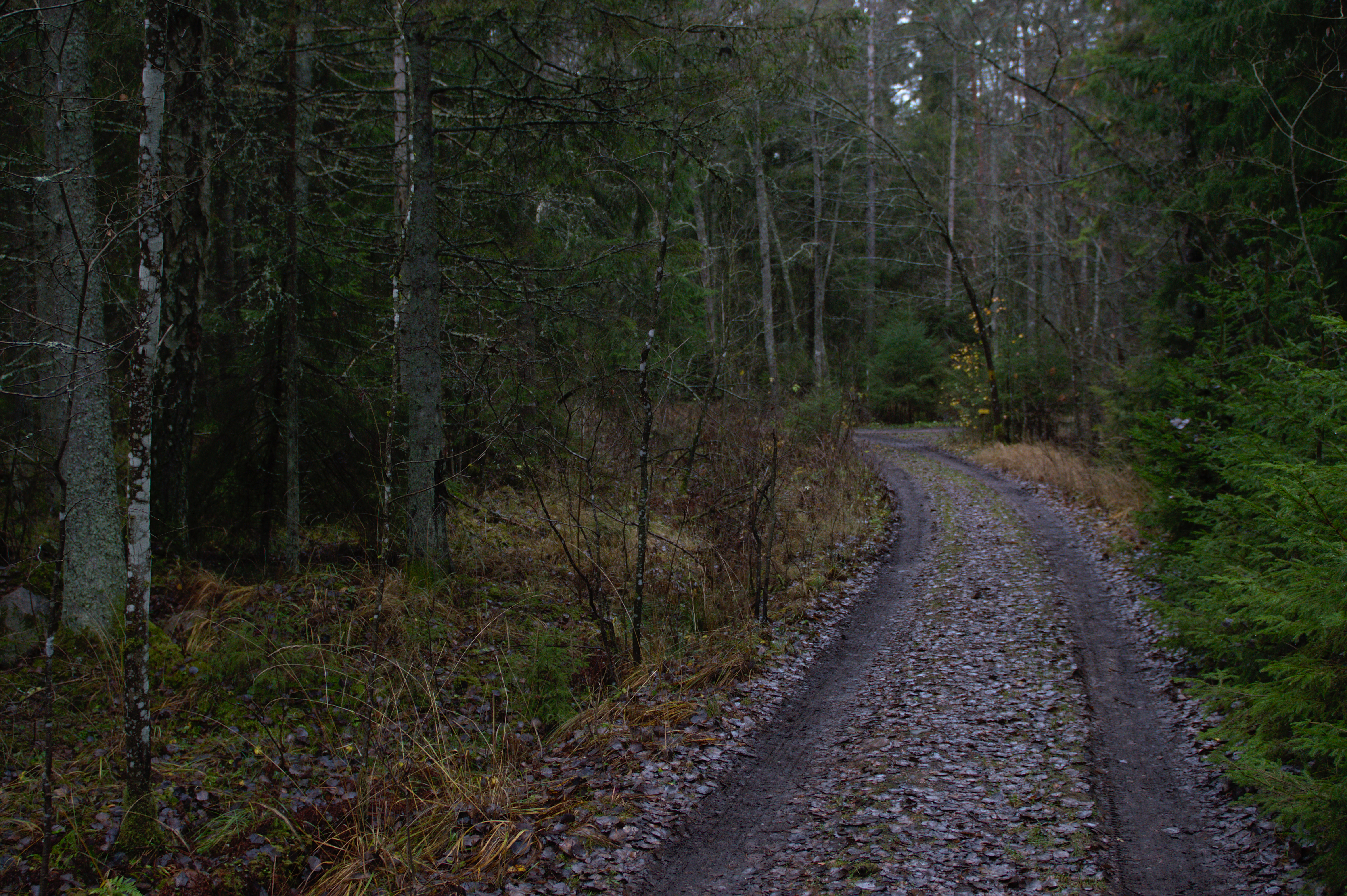
Bruksväg vid gränsen mot Tolamossen i norr
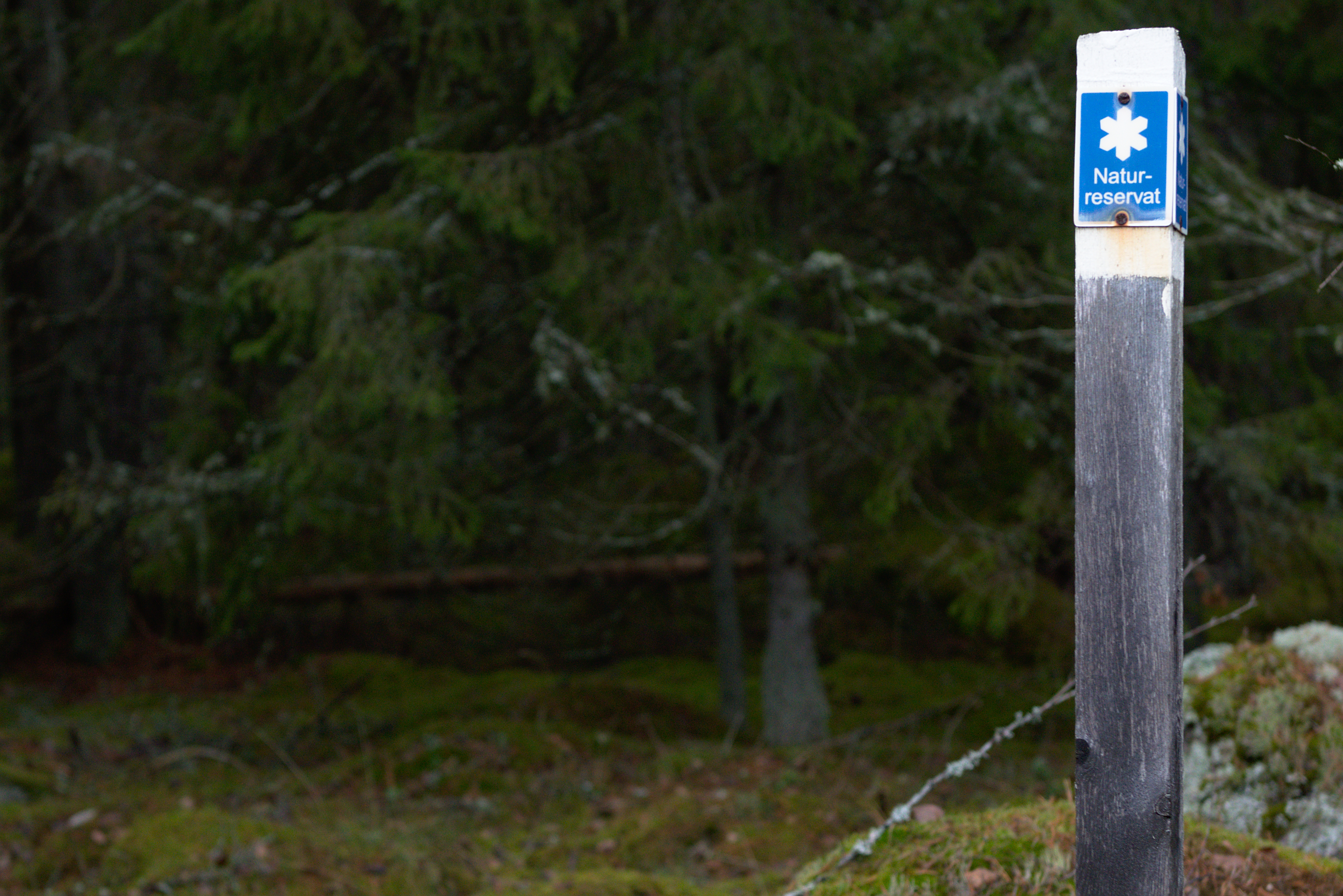
Gränsmarkering vid sydvästra spetsen